# Bjurholmsplan

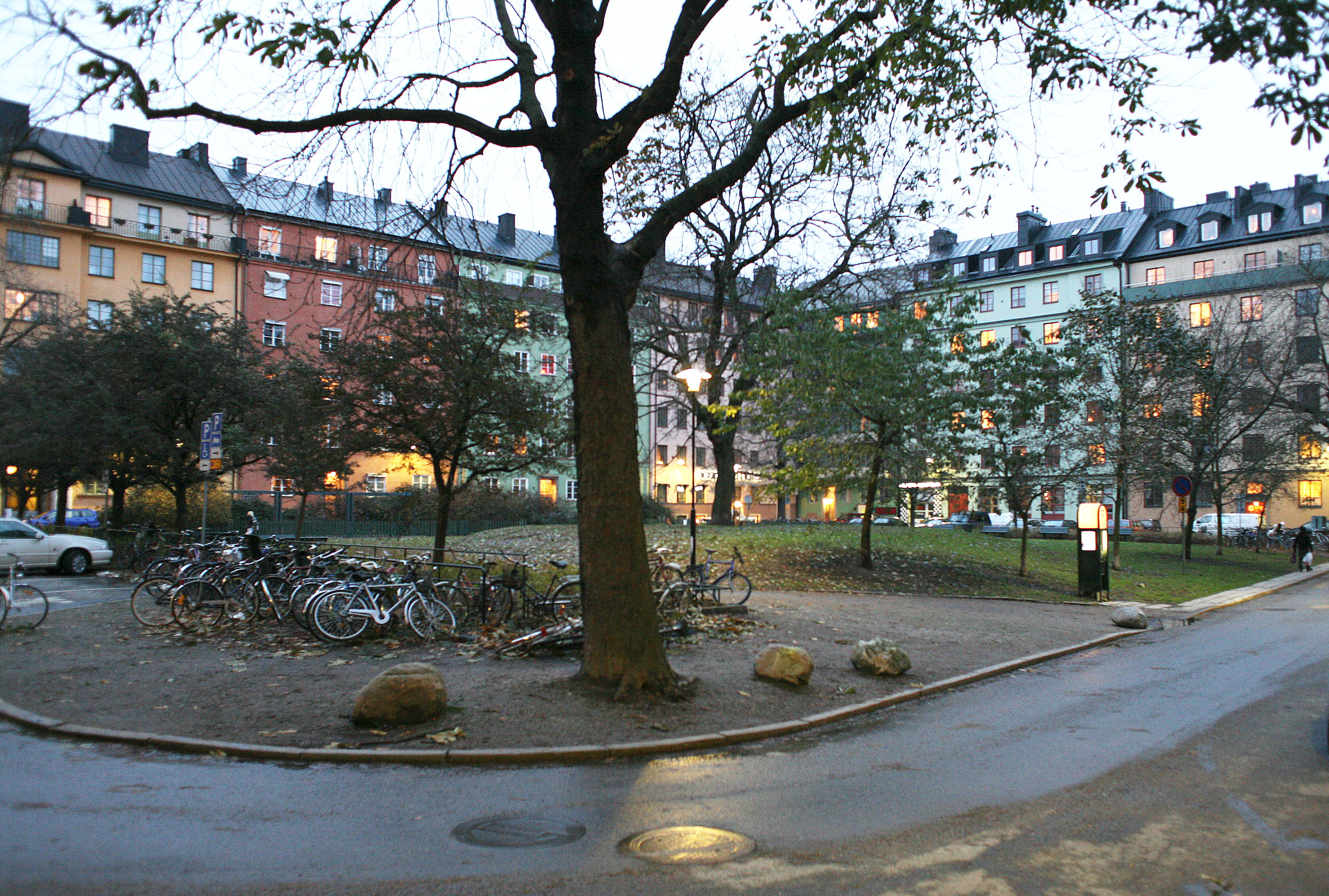
Bjurholmsplan.

Bjurholmsplan är en park vid Bjurholmsgatan på Södermalm i centrala Stockholm. Både gatan och torget fick sitt nuvarande namn 1913.
Parken ligger vid Bjurholmsgatan 15–37, nära Ringvägen 139 och mäter ungefär 80 x 60 meter.
Bjurholmsplan och Bjurholmsgatan har fått sina namn efter Anders Bjurholm, som var ölbryggare, och den som introducerade både öletiketten och de bruna 33-centiliters returflaskorna, knoppflaskan, i Sverige vilket blev världens första standardflaska. Han drev även bryggeriet Bjurholms Bryggeri.